# Asesino de Golden State
Joseph James DeAngelo Jr., también conocido como el "Asesino del Estado Dorado", el "Desvalijador de Visalia", el "Violador del Área Este", el "Asesino del Nudo de Diamante", o el "Acechador Nocturno Original" es un asesino en serie, violador, y ladrón que cometió 50 violaciones en el norte de California a mediados de la década de 1970 y asesinó a un mínimo de doce personas en el sur de California entre 1976 y 1986. Este asesino en serie ha sido denominado con muchos apodos, porque durante muchos años no se tuvo la certeza de que se tratara de una misma persona la que estaba detrás de todos los crímenes, de manera que no fue hasta 2013 cuando se impuso el de Golden State Killer.
Los crímenes se centraron inicialmente en las áreas no incorporadas de Carmichael, Citrus Heights y Rancho Cordova, todas al este de Sacramento, donde al menos cincuenta mujeres fueron violadas entre el 18 de junio de 1976 y el 5 de julio de 1979.
El 25 de abril de 2018, las autoridades anunciaron el arresto del sospechoso Joseph James DeAngelo, de 72 años, expolicía, debido a seis cargos de asesinato en primer grado basado en evidencia genética.
El 29 de junio de 2020, Joseph James DeAngelo se declaró culpable de los crímenes imputados en un acuerdo para conmutar la pena de muerte por cadena perpetua sin libertad condicional.
Finalmente, el viernes 21 de agosto de 2020 fue condenado a once cadenas perpetuas consecutivas sin libertad condicional.

## Biografía
Joseph James DeAngelo nació el 8 de noviembre de 1945 en Bath, Nueva York, hijo de Kathleen Louise DeGroat y de Joseph James DeAngelo Sr., un sargento del ejército de los Estados Unidos. Su padre era de origen italiana. Tiene dos hermanas y un hermano menor. Un familiar informó que cuando DeAngelo era un niño pequeño, fue testigo de la violación de su hermana de siete años por dos soldados en una base aérea americana en Alemania Occidental, donde la familia residía en ese momento. Después de su condena, una de las hermanas de DeAngelo afirmó que fue abusado física y mentalmente por su padre mientras crecía.
Entre 1959 y 1960, DeAngelo asistió a la Mills Junior High School en Rancho Cordova, California. A partir de 1961, asistió a la Folsom High School. Jugó en el equipo de béisbol de la escuela secundaria. Los fiscales informaron que DeAngelo cometió robos y torturó y mató animales durante su adolescencia.
DeAngelo se unió a la Armada de los Estados Unidos en septiembre de 1964 y sirvió durante 22 meses durante la Guerra de Vietnam como controlador de daños en el crucero USS Canberra y el destructor USS Piedmont. A partir de agosto de 1968, DeAngelo asistió al Sierra College en Rocklin, California; se graduó con un título de asociado en ciencias policiales. Asistió a la Universidad Estatal de Sacramento en 1971, donde obtuvo una licenciatura en derecho penal.
Desde mayo de 1973 hasta agosto de 1976, fue oficial de policía de la unidad de robo en Exeter (una ciudad de unas 5.000 personas, cerca de Visalia). Luego sirvió en Auburn desde agosto de 1976 hasta julio de 1979, cuando fue arrestado por robar un martillo y un repelente para perros; fue sentenciado a seis meses de libertad condicional y despedido en octubre. Durante el proceso de ser despedido del cuerpo, DeAngelo amenazó con matar al Jefe de Policía y presuntamente acechó la casa de su superior. Su carácter fue definido como serio y distante por sus compañeros de trabajo.
En mayo de 1970, DeAngelo se comprometió con Bonnie Jean Colwell, una compañera de clase en el Sierra College, pero ella rompió la relación después de que DeAngelo le amenazara con un arma para obligarla a casarse con él. Posteriormente, algunas de las víctimas de violación describieron como DeAngelo gritaba: “¡Te odio, Bonnie!”.
En noviembre de 1973, se casó con Sharon Marie Huddle. Tuvieron tres hijas antes de que la pareja se separara en 1991. En julio de 2018, Huddle solicitó el divorcio.
Se desconoce el historial de empleo de DeAngelo en la década de 1980. Desde 1990 hasta su jubilación en 2017, trabajó como mecánico de camiones en un centro de distribución de Save Mart Supermarkets en Roseville.

## Crímenes
Las autoridades policiales de California estiman que el Original Night Stalker cometió cincuenta violaciones en los condados de Sacramento, Contra Costa, Stanislaus, San Joaquín, Alameda, Santa Clara y Yolo. La evidencia de ADN lo vincula de manera concluyente con ocho asesinatos en Goleta, Ventura, Dana Point e Irvine, California, y con otros dos asesinatos en Goleta vinculados por el modus operandi, pero no por el ADN.
Dada la prolífica su carrera criminal, DeAngelo fue conocido por varios alias:

### El "Desvalijador de Visalia" (1974–1976)
Durante un período de 20 meses, se cree que DeAngelo fue responsable de un asesinato y alrededor de 120 robos en Visalia, California.

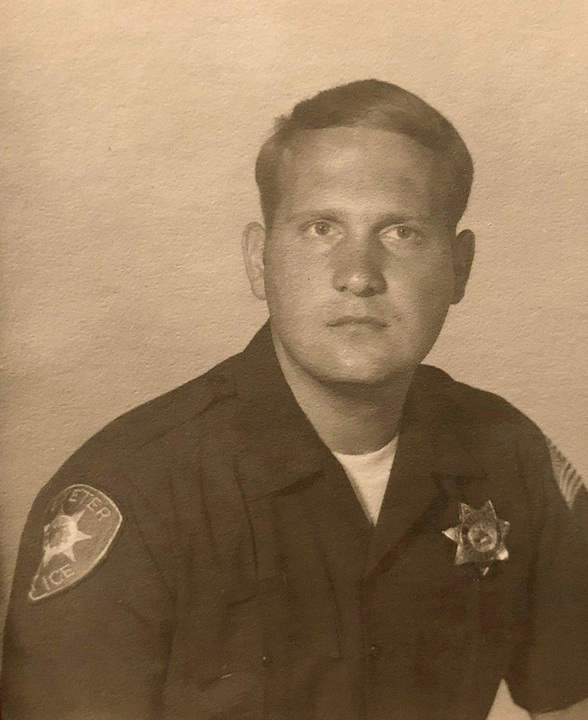
DeAngelo como agente de policía de Exeter en 1973

#### Robos
El primer robo registrado fue el 19 de marzo de 1974, cuando se robó una suma de 50 dólares en monedas de una alcancía. La mayoría de las actividades de DeAngelo consistían en irrumpir en casas, rebuscar o destrozar las posesiones del propietario, esparcir la ropa interior de las mujeres y robar una variedad de artículos de bajo valor mientras que a menudo ignoraba el dinero y los artículos de mayor valor a la vista. También fueron comunes varios robos en el mismo día, hasta doce incidentes el 30 de noviembre de 1974. La policía concluyó que los robos estaban cuidadosamente planificados, desde las rutas, puntos de acceso, o el uso de guantes para evitar la evidencia de huellas dactilares.

#### Primer asesinato
El 11 de septiembre de 1975, DeAngelo irrumpió en la casa de Claude Snelling, de 45 años. Snelling había descubierto previamente a un merodeador debajo de la ventana de su hija hacia las 10:00 p. m. del 5 de febrero. El 11 de septiembre, fue despertada alrededor de las 2:00 a. m. por ruidos extraños. Al salir de su dormitorio, Snelling gritó y corrió hacia la puerta trasera abierta y se enfrentó a un intruso con pasamontañas que intentaba secuestrar a su hija, quien había sido sometida con amenazas de apuñalamiento o disparo. Luego, Snelling recibió dos disparos, regresó tambaleándose a la casa y murió.
Alrededor de las 8:30 p. m. del 12 de diciembre de 1975, un hombre enmascarado ingresó al patio trasero de una casa, el 1505 de W. Kaweah Avenue. Cuando el detective William McGowen (vigilando dentro del garaje) intentó detener al hombre, el sospechoso gritó, se quitó la máscara y fingió rendirse después de que McGowen disparara un tiro de advertencia. Sin embargo, después de saltar la cerca a la casa 1501, también sacó un revólver con la mano izquierda y disparó una vez cerca de la cara de McGowen, rompiendo su linterna. Agentes cercanos se apresuraron a ayudar a McGowen pero el tirador pudo escapar.

### El "Violador de la Zona Este" (1976–1979)
DeAngelo se mudó al área de Sacramento en 1976, donde sus delitos pasaron del robo a la violación. Los crímenes se centraron inicialmente en las áreas entonces no incorporadas de Carmichael, Citrus Heights y Rancho Cordova, al este de Sacramento. Su modus operandi inicial fue acechar los vecindarios de clase media por la noche en busca de mujeres que estuvieran solas en casas de una planta, generalmente cerca de una escuela, riachuelo, sendero u otro espacio abierto que proporcionara un escape rápido. Con frecuencia telefoneaba a las futuras víctimas, a veces con meses de antelación, para conocer sus rutinas diarias. Se calcula que cometió más de 40 violaciones.
Aunque originalmente apuntó a mujeres solas en sus hogares o con niños, DeAngelo finalmente prefirió atacar a parejas. Su método habitual era entrar por una ventana o puerta corrediza de vidrio y despertar a los ocupantes dormidos con una linterna, amenazándolos con una pistola. Posteriormente, las víctimas fueron atadas con ligaduras (a menudo cordones de zapatos) que encontró o trajo consigo, luego se les vendaron los ojos y se amordazaron con toallas que él había roto en tiras. La víctima femenina generalmente se ve obligada a atar a su compañero antes de ser atada y violada. DeAngelo a veces pasaba horas en la casa saqueando armarios y cajones, comiendo comida en la cocina, bebiendo cerveza, violando a la mujer de nuevo o haciendo amenazas adicionales.

#### Asesinatos de Brian y Katie Maggiore

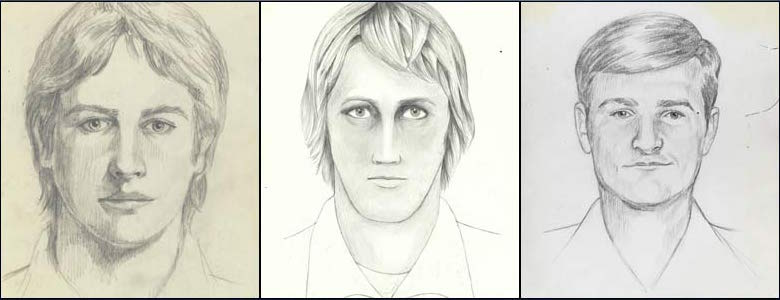
Retrato robot del violador de la Zona Este hecho por el FBI

En la noche del 2 de febrero de 1978, un joven matrimonio de Sacramento, Brian (un policía militar en la Base de la Fuerza Aérea de Mather) y Katie Maggiore, paseaban a su perro en el área de Rancho Cordova, cerca de donde había ocurrido una serie de 5 ataques del este. Una confrontación en la calle hizo que la pareja huyera, pero fueron perseguidos y asesinados a tiros. Algunos investigadores sospecharon que la pareja había sido asesinada por el violador del área este debido a la ubicación y su proximidad a los ataques de East Area Rapist, y al hecho de que se encontró un cordón de zapato cerca de la escena del crimen.

### El "Acechador Nocturno Original" (1979–1986)
En 1979, DeAngelo se mudó al sur de California y comenzó a matar a sus víctimas, atacando por primera vez en el condado de Santa Bárbara, en octubre. Los ataques duraron hasta 1981 (con un solo ataque suelto en 1986). Solo la pareja del primer ataque sobrevivió, alertó a los vecinos y obligó al intruso a huir; las otras víctimas fueron asesinadas por disparos o golpes. Dado que DeAngelo no estuvo vinculado a estos crímenes durante décadas, era conocido como el “Acechador Nocturno” en el área antes de ser rebautizado como el “Acechador Nocturno Original” después de que Richard Ramirez recibiera el apodo anterior.

#### Asesinatos
- Asesinatos 4 y 5, 30 de diciembre de 1979: Robert Offerman y Debra Manning, Goleta (Santa Bárbara): El 30 de diciembre, Robert Offerman, de 44 años, y Debra Alexandra Manning, de 35, fueron encontrados muertos a tiros. Las ataduras de Offerman estaban desatadas, lo que indica que se había abalanzado sobre el atacante. Los vecinos habían escuchado disparos.

- Asesinatos 6 y 7, 13 de marzo de 1980: Charlene y Lyman Smith, Ventura: Charlene Smith, de 33 años, y Lyman Smith, de 43, fueron encontradas asesinadas en su casa, Charlene Smith había sido violada. Se utilizó un tronco de una pila de leña para golpear a las víctimas hasta matarlas.

- Asesinatos 8 y 9, 19 de agosto de 1980: Keith y Patrice Harrington, Dana Point (Condado de Orange): Eli Harrington y Patrice Briscoe Harrington, de 27 años, fueron encontrados muertos a golpes en su casa en Cockleshell Drive. Patrice Harrington también había sido violada.

- Asesinato 10, 6 de febrero de 1981: Manuela Witthuhn, Irvine (Condado de Orange): Manuela Witthuhn, de 28 años, fue violada y asesinada en su casa de Irvine. Aunque el cuerpo de Witthuhn tenía signos de estar atada antes de que la golpearan, no se encontraron armas homicidas ni ligaduras. La televisión de Witthuhn fue encontrada en el patio trasero, posiblemente el intento del asesino de hacer que el crimen pareciera un robo fallido.

- Asesinatos 11 y 12, 27 de julio de 1981: Cheri Domingo y Gregory Sanchez, Goleta (Santa Bárbara): El 27 de julio, Cheri Domingo, de 35 años, y Gregory Sánchez, de 27, se convirtieron en la décima y undécima víctima de asesinato de deAngelo. El delincuente entró a la casa por una pequeña ventana del baño. Sánchez no había sido atado, recibió un disparo y fue herido en la mejilla antes de que lo mataran a golpes con una herramienta de jardín. Domingo fue violada y murió desangrada.

- Asesinato 13, 4 de mayo de 1986: Janelle Cruz, Irvine (Orange): El 4 de mayo, Janelle Lisa Cruz, de 18 años, fue encontrada después de haber sido violada y asesinada a golpes en su casa de Irvine. Otros retratos del violador

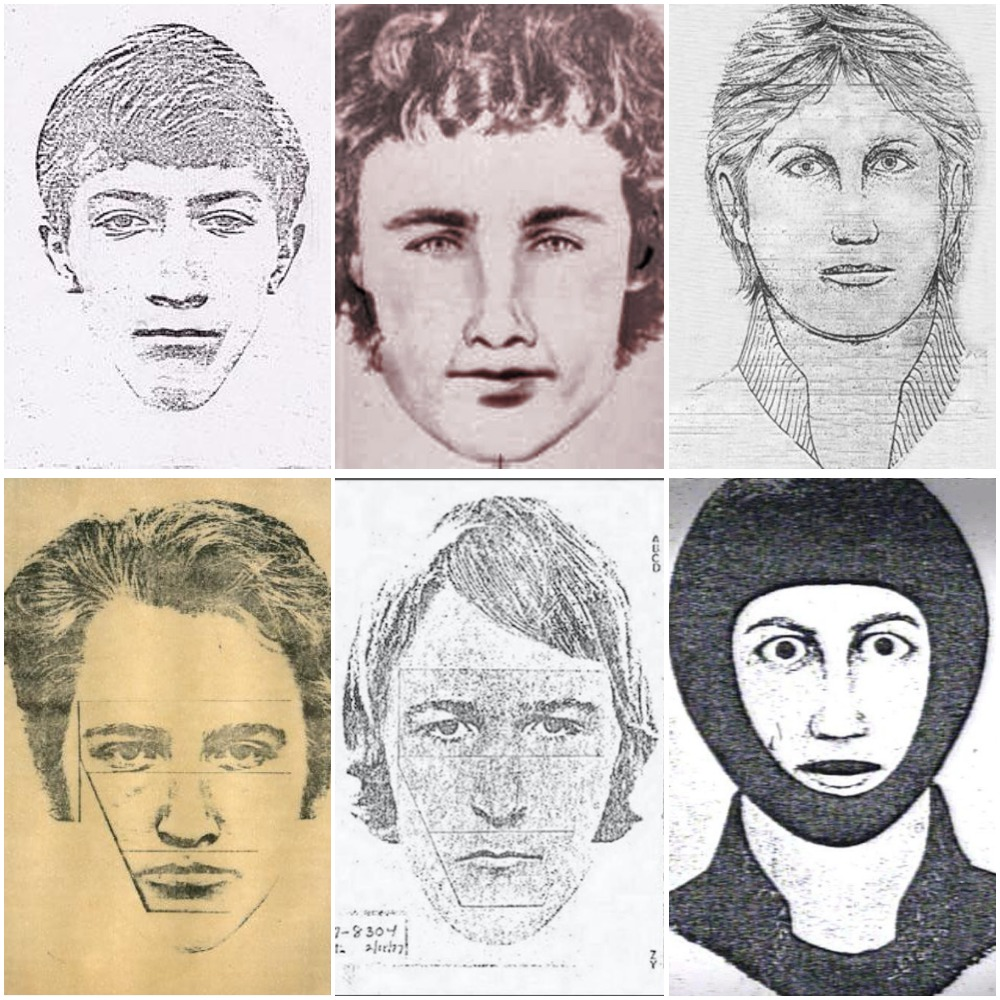
Otros retratos del violador

Inicialmente, los investigadores de las respectivas jurisdicciones no creían que los asesinatos del sur de California estuvieran relacionados. Un detective de Sacramento creía firmemente que el "Violador la Zona Este" era responsable de los ataques de Goleta, pero el Departamento del Sheriff del condado de Santa Bárbara los atribuyó a un criminal local que luego fue asesinado. Sin darse cuenta de los asesinatos de Goleta, la policía local en las jurisdicciones circundantes siguió pistas falsas relacionadas con hombres cercanos a las víctimas femeninas.

## Investigación y detención

### Los detectives conectan los crímenes
Incluso antes de la conexión del Original Night Stalker con el East Area Rapist del 2001, algunos agentes de la ley, particularmente varios del Departamento del Sheriff del Condado de Sacramento, buscaron vincular los casos Goleta por separado con el East Area Rapist y el Original Night Stalker, principalmente debido a la similitud en el modus operandi. Uno de los asesinatos dobles del "Acechador Nocturno Original" ya vinculados tuvo lugar en Ventura (California), a 40 millas al sudeste de Goleta, mientras que los asesinatos restantes tuvieron lugar en el condado de Orange (California), unas 90 millas más al sureste. En 2001, varias violaciones en el condado de Contra Costa que se cree que formaron parte de la serie del violador del sector este se relacionaron mediante ADN con los asesinatos de Smith, Harrington, Whithuhn y Cruz. En 2011, las pruebas de ADN demostraron que los asesinatos de Domingo-Sánchez fueron cometidos por el Original Night Stalker.

### Perfil geográfico
Los perfiles geográficos parecen indicar que pudo haber tenido una base en Carmichael o Rancho Cordova durante el conjunto inicial de ataques.

### Investigación del FBI
En 2001, finalmente consiguió elaborar un perfil genético del sospechoso a partir del semen recogido en una de las escenas del crimen.
El 15 de junio de 2016, el FBI divulgó más información relacionada con los crímenes, incluidos nuevos bocetos compuestos por las víctimas y testimonios de investigadores. También anunciaron una recompensa de 50 000 $ por información que condujese a la condena del East Area Rapist.
Ese código de ADN permaneció sin nombre durante 17 años más, ya que no estaba registrado en ninguna base de datos policial. Un investigador decidió subirlo a la base de datos abierta de perfiles genéticos GEDmatch. Comenzaron a hallar familiares lejanos del sospechoso, hasta que se cerró el círculo sobre Joseph James DeAngelo Jr. Con una muestra de ADN de DeAngelo sacada de la basura, los investigadores encontraron al asesino en serie.

### Arresto y condena
El 25 de abril de 2018 la policía de Sacramento arrestó a Joseph James DeAngelo en relación con los casos. El viernes 21 de agosto de 2020 Joseph James DeAngelo fue condenado a 11 cadenas perpetuas por 50 violaciones y 13 asesinatos que confesó para de esta manera evitar la pena de muerte. DeAngelo, con voz carrasposa y dificultad para levantarse de la silla, dijo antes de escuchar su sentencia: “He escuchado todos sus testimonios, cada una de ellos. Y lo siento mucho por todos los que he lastimado”.